# C/D-Paradigma
Das C/D-Paradigma (Confirmation/Disconfirmation-Paradigma) beschreibt in einem prozesshaften Schema die Entstehung der Zufriedenheit eines Kunden.
Ursprünglich entstanden in den 1980ern, findet es bis heute große Anerkennung und Anwendung in der Erforschung der Kundenzufriedenheit.

## Komponenten des C/D-Paradigmas

### Soll-Komponente
Zu Beginn des C/D-Paradigmas steht die Soll-Komponente. Sie stellt die Erwartungen des Kunden dar, die durch gewisse Normen und Mindeststandards entstehen, die dem Kunden wichtig sind. Diese sind unter anderem abhängig von individuellen Faktoren des Kunden, wie zum Beispiel Werte, Emotionen, Intelligenz, Kultur, soziale Herkunft, finanzielle Situation usw. Hinzu kommen vorangegangene Erfahrungen mit einem Anbieter oder auch Bewertungen von anderen Kunden oder Freunden. Meist zieht der Kunde zum Vergleich auch den Anbieter heran, den er als „am besten“ empfindet oder den er bevorzugt. Im Gesamten beschreiben diese Erwartungen, welche Anforderungen der Anbieter für den Kunden erfüllen soll.
Die meisten Kunden haben neben Erwartungen an das Produkt weitere Erwartungen, z. B. fachkundige Beratung, freundliches Personal oder Erreichbarkeit des Kundendienstes. Die Soll-Komponente ist der Referenzpunkt für den Kunden, um später ein Produkt oder eine Dienstleistung zu beurteilen.

### Ist-Komponente
Die Ist-Komponente beschreibt die Leistung eines Produktes oder einer Dienstleistung. Dabei kann zwischen zwei Arten von Leistung unterschieden werden. Zum einen die objektive Leistung, die von Kunde zu Kunde nicht variiert, da sie der tatsächlichen Leistung entspricht. Zum anderen die subjektive Leistung, die auf der individuellen Wahrnehmung des Kunden beruht und durch die unterschiedlichen menschlichen Bedürfnisse zustande kommt.
Beim C/D-Paradigma ist nur die subjektive Leistung von Bedeutung, da nur diese später Schlüsse auf die Zufriedenheit des Kunden zulässt. Die Leistung beurteilt der Kunde durch Erfahrung, d. h. durch den Ge- oder Verbrauch eines Produktes oder die Inanspruchnahme einer Dienstleistung. Erst mit Hilfe dieser Erfahrungen kann der Kunde herausfinden, ob seine Erwartungen erfüllt wurden. Die Ist-Komponente kann verzerrt werden:
- der Kunde kann zum Beispiel seine Produktwahrnehmung so verändern, dass sie mit seinen Erwartungen wieder besser übereinstimmt (Assimilationstheorie).
- der Kunde kann überreagieren: er bewertet das Produkt oder die Dienstleistung in seiner Wahrnehmung noch schlechter als es tatsächlich ist (Kontrasttheorie).

Manche Kunden reagieren teils gemäß Assimilationstheorie (z. B. bei kleinen Differenzen zwischen Leistung und Erwartung) und teils gemäß Kontrasttheorie (z. B. bei großen Differenzen). (Assimilation-Kontrast-Theorie).
Diese nachträglichen Veränderungen erschweren eine genaue Definition der Soll-Komponente; sie beeinflussen den späteren Soll-Ist-Vergleich und die Einschätzung der Kundenzufriedenheit.

### Soll-Ist-Vergleich und Kundenzufriedenheit
Zentrale Komponente des C/D-Paradigmas ist der Vergleich von Soll- und Ist-Komponente (Soll-Ist-Vergleich). Er zeigt, ob die Erwartungen des Kunden erfüllt wurden oder nicht. Je nach Ergebnis kann dann die Zufriedenheit oder Unzufriedenheit des Kunden abgeleitet werden.
Entspricht die wahrgenommene Leistung den Erwartungen des Kunden (Soll=Ist), so spricht man von Konfirmation. Dies wird auch als stabilisierende Kundenzufriedenheit bezeichnet, da der Kunde zufrieden ist  und somit seine Erwartungen wohl beibehalten wird.
Einige Individuen streben eine Nutzenmaximierung an; anderen genügt das Erreichen eines gewissen Nutzenniveaus („Satisficing“).
Früher wurde gelegentlich die These vertreten, Unternehmen sollten (stets) versuchen, die Erwartungen ihrer Kunden zu übertreffen, insbesondere um die Geschäftsbeziehung zu sichern und eventuell auszubauen. Heute (2016) wird eher gefragt, ob es sich für ein Unternehmen auszahlt, in eine Maßnahme zur Kundenzufriedenheit zu investieren, und welche Maßnahme(n) am effizientesten sind.
Stimmen die Soll- und Ist-Komponente nicht überein, handelt es sich um eine Diskonfirmation. Dabei kommt es zu einer positiven Diskonfirmation, wenn die Leistung die Erwartungen des Kunden übertreffen. Hier ist es allerdings verständlich, dass der Grad der Zufriedenheit deutlich höher ist. Man spricht nun von progressiver Kundenzufriedenheit, da der Kunde durch die übertroffenen Erwartungen in Zukunft höhere Erwartungen haben wird. Die Kundenzufriedenheit ist also ein sich ständig entwickelndes und nie endgültig erreichbares Ziel.
Bleiben die Leistungen unter den Erwartungen, bezeichnet man dies als negative Diskonfirmation und der Kunde ist unzufrieden. Dies zieht nicht automatisch einen Verlust der Geschäftsbeziehung nach sich. Der Kunde könnte auch auf ein anderes Produkt vom gleichen Anbieter umsteigen. Andererseits ist es auch möglich, dass der Kunde seine negativen Erfahrungen zum Beispiel durch negative Mundpropaganda weiterträgt und so auch andere Kunden den Anbieter wechseln.